# 萬維泰利水道橋
萬維泰利水道橋（義大利語：Acquedotto di Vanvitelli）是位於義大利坎帕尼亞州卡塞塔省瓦萊迪馬達洛尼的一座修建於18世紀的水道橋。系為提供卡塞塔王宮和聖萊烏喬建築群用水而建設。又稱卡羅里諾水道橋（Acquedotto Carolino、意為「國王水道橋」）。在1997年，水道橋和卡塞塔王宮、聖萊烏喬建築群一起成為世界文化遺產。

## 外部連結
- Its history and architecture
- www.campaniatour.it